# Viromanduens
Les Viromanduens ou Veromanduens, également Viromands, Viromandues ou Vermandois (en latin, Viromandui) sont un des peuples de la Gaule Belgique demeurant dans le Vermandois auquel ils ont laissé leur nom, tout comme à la ville de Vermand dans l'Aisne ainsi qu'à Vermandovillers dans la Somme.

## Sources
César évoque les Viromandui à trois reprises : Bello Gallico, II, 4, 6, II, 16,2 et II, 23,4.
On trouve sept mentions dans les textes antiques postérieurs :
- Viromanduos, dans la Periochia 104 tirée de Tite-Live, Ab Urbe condita ;
- Veromandui dans Pline, Histoire Naturelle, IV, 106 ;
- Ουιρομάνδυες ou  Ρομάνδυες dans Ptolémée (Géographie[1], II, 9, 11) ;
- Veromandi dans Orose, VI, 7, 1 ;
- Augusta Veromanduorum dans l' Itinéraire d'Antonin,  379, 4;
- Aug. Viromuduou.[2] sur la Table de Peutinger ;
- civitas Veromand[u]orum dans la Notitia Galliarum VI, 5.

Les Viromandui ou leur chef-lieu Augusta apparaissent sur les inscriptions suivantes :
- Viromanduo = CIL XIII, 1465 (Clermont-Ferrand : citoyen ?)
- civi Viromanduo = CIL XIII, 8409, 8341 et 8342 (Cologne, Ier s.: citoyens)
- Viromand(uo) = CIL XIII, 1688 (Lyon, autel des Gaules: magistrat)
- Civit (ati) Vi(romanduorum) = CIL XIII, 3528 (Saint-Quentin, fin IIe ou plus probablement IIIe s.: magistrat)
- Avg(vstae) Viromandvorv(orum) = CIL VI, 32550 = 2822 et 32551 = 2821 (Rome, mi-IIIe s.: prétoriens)

## Étymologie
On reconnait dans le nom des Viromandui les termes gaulois viro et mandus. Ce dernier signifie cheval, poney, mais le premier a deux sens différents : « homme » ou « vrai ». Les Viromandui sont donc soit les hommes-chevaux (les Centaures), soit les vrais-chevaux. Le premier sens semble plus vraisemblable pour le nom d'un peuple, d'autant que le thème des chevaux à tête humaine est très fréquent chez les Celtes (notamment sur les monnaies de l'ouest de la Gaule), avec une référence guerrière très probable.

## Territoire
Les Viromandui occupaient l’est du bassin de la Somme, jusqu’à la haute vallée de l’Oise. L’évêché de Vermandois est en partie héritier de la civitas Viromanduorum et a été complètement dissocié lors de la création des départements. Son territoire coïncide en gros : dans l’Aisne, avec l’arrondissement de Saint-Quentin (sauf la plus grande partie du canton de Ribemont), plus les cantons de Chauny, Tergnier, La Fère en partie ; dans la Somme, avec l’arrondissement de Péronne (sauf une partie du canton de Bray-sur-Somme et le canton d’Albert) et une partie des cantons de Roye et Rosières-en-Santerre ; dans l’Oise, avec les cantons de Noyon, Guiscard et une partie de celui de Lassigny. 
Certains auteurs ont supposé que leur territoire s'étendait à la Thiérache : cette hypothèse n'est pas démontrée[réf. souhaitée].

## Histoire

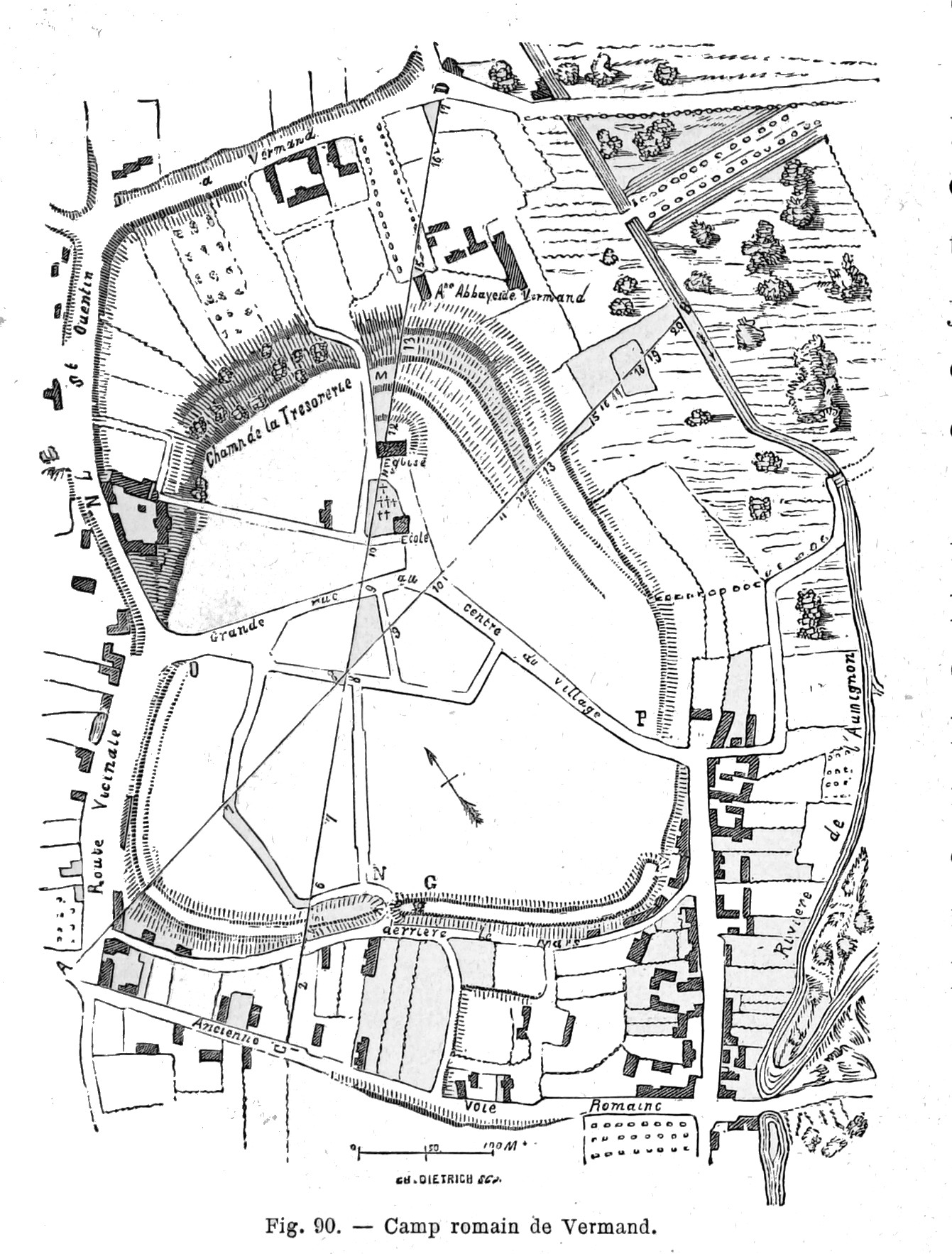
Le camp de Vermand par Édouard Fleury, dessin de 1877.

Les Viromandui apparaissent dans les sources écrites dans la Guerre des Gaules de César quand ils participent, en -57, à la coalition des Belges.
Ils sont ensuite mentionnés à l'occasion de la bataille de la Sabis (localisation discutée : la Sambre ou la Selle) où ils affrontent, aux côtés des Nerviens (Bavay - Hainaut) et des Atrebates (Arras - Artois), l'armée romaine. César est mis en péril par la bravoure des coalisés, mais finit par l'emporter. 
Leur oppidum principal est Vermand puis leur capitale durant le Haut-Empire est Augusta Viromanduorum, aujourd'hui Saint-Quentin. Vermand semble redevenir leur chef-lieu au Bas-Empire. Au VIe siècle, le siège épiscopal est transféré à Noyon.
César commence sa guerre des Gaules à Lyon en -57 contre les Helvètes, l'année d'après il remonte la Bourgogne et la Champagne, c'est donc en -56 ou -55 qu'il arrive sur le territoire celtique qu'il nomme Belgica et qui n'est pas un pays mais une zone ou province qui désigne le nord de la Gaule.